# Сидорчук, Степан Гаврилович
Степа́н Гаври́лович Сидорчу́к (30 января 1935, Ярунь, Житомирская область — 22 июня 2021, Токарев, Новоград-Волынский район) — советский и украинский сельскохозяйственный деятель, заслуженный работник сельского хозяйства Украинской ССР, Герой Социалистического Труда (1991).

## Биография
Родился в 1935 году в селе Ярунь. Член КПСС.
С 1953 года — на хозяйственной, общественной и политической работе. В 1953—1991 годах — бригадир полеводческой бригады, бригадир комплексной бригады в колхозе имени Калинина, учащийся Ивано-Франковского сельскохозяйственного техникума по подготовке руководящих кадров колхозов и совхозов, секретарь первичной партийной организации, заместитель председателя колхоза в селе Горки, председатель колхоза имени К. Маркса в селе Токарев Новоград-Волынского района Житомирской области, директор Токаревского частно-коллективного сельскохозяйственного предприятия «Гранит».
Указом Президиума Верховного Совета СССР от 27 июня 1991 года присвоено звание Героя Социалистического Труда с вручением ордена Ленина и золотой медали «Серп и Молот».
Умер в селе Токарев Новоград-Волынского района в 2021 году.